# Esclavitud sexual en el Islam

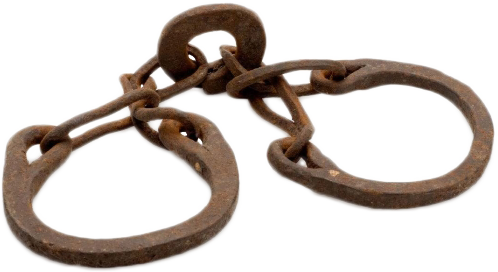
Esposas islámicas

La ley islámica clásica permitía a los hombres mantener relaciones sexuales con sus esclavas. La literatura musulmana medieval y los documentos legales muestran que las esclavas cuyo uso principal era para fines sexuales se distinguían en los mercados de aquellas cuyo uso principal era para las tareas domésticas. Se les llamaba "esclavas por placer" o "esclavas para las relaciones sexuales". Muchas esclavas se convirtieron en concubinas de sus dueños y dieron a luz a sus hijos. Otras solo fueron utilizadas para el sexo antes de ser transferidas. La asignación para que los hombres usaran anticonceptivos con esclavas ayudó a frustrar los embarazos no deseados.
Las primeras fuentes indican que la esclavitud sexual de las mujeres se consideraba tanto un privilegio masculino como un privilegio para el vencedor sobre el derrotado. El comandante militar musulmán puede elegir entre liberar, rescatar o esclavizar incondicionalmente a los cautivos de guerra. A los hombres se les permitía tener tantas concubinas como pudieran permitirse. Algunos hombres compraron esclavas, mientras que a los soldados musulmanes en las primeras conquistas islámicas se les dieron cautivas como recompensa por su participación militar. Como las esclavas por placer eran típicamente más caros, eran un privilegio para los hombres de élite.

## Sanción legal islámica
En el entendimiento jurídico tradicional, los órganos sexuales de la mujer son propiedad del hombre, lo que hace que el sexo sea lícito en el Islam. Los juristas islámicos describen el matrimonio como una especie de venta en la que se compran las partes íntimas de la esposa. Sin embargo, existen algunas diferencias entre los derechos de la esposa y la esclava. Mientras que una mujer musulmana libre se consideraba un honor del hombre, una esclava era simplemente una propiedad y no un honor del hombre. El término suriyya (concubina) se usó para las esclavas con quienes los amos disfrutaban de relaciones sexuales. No era una situación segura o estable, ya que la concubina podía negociarse siempre que el amo no la hubiera embarazado.
La ley islámica y los ulamas sunitas reconocen dos categorías de concubinas:
- Cautivas de guerra:
  - Estas son originalmente no musulmanas libres que son capturadas en batalla.[1][9] Toda la población de un territorio conquistado puede ser esclavizada, proporcionando así mujeres que de otra manera serían raras en el campo de batalla. Esto allana el camino para el concubinato.[10] El comandante militar musulmán puede elegir entre liberar, rescatar o esclavizar incondicionalmente a los cautivos de guerra[5]. Si una persona se convierte al islam después de ser esclavizada, su emancipación se consideraría un acto piadoso pero no obligatorio.[2] La ley islámica no permite la esclavitud de musulmanes nacidos en libertad.[11]
  - Los juristas islámicos permitieron la captura y el secuestro de esclavos no musulmanes de Dar al Harb.[12] Los eruditos del sur de Asia dictaminaron que la yihad no era necesaria para apoderarse de los no musulmanes ni era necesario invitarlos al islam antes de apoderarse de ellos. Los asaltantes eran libres de tomar y esclavizar a cualquier no musulmán.[13] Sin embargo, los juristas islámicos sostuvieron que los no musulmanes que vivían en áreas que tenían pactos formales con los musulmanes debían ser protegidos de la esclavitud[12].
  - Los residentes no musulmanes de un estado islámico que no pagaran jizya o rompan su contrato con el estado también pueden ser esclavizados.[14][15] Sin embargo, los rebeldes musulmanes no pueden ser esclavizados[16].
- Esclavas por ascendencia:
  - Estas nacen de madres esclavas.[1][2] Los propietarios que casaran a sus esclavas con otra persona, también serían los dueños de los hijos nacidos de ese matrimonio.[17] Por tanto, la ley islámica hizo posible la cría de esclavos.[18]

Las concubinas eran propiedad de sus amos. Los propietarios podían obtener las esclavas comprándolas, capturándolas o recibiéndolas como regalo. El Islam permite que los hombres tengan relaciones sexuales con ellas y no hay límite en el número de concubinas que pueden tener, a diferencia de la poligamia, donde hay un límite de cuatro esposas. El maestro también podía venderla o regalarla a otra persona. La esclava era esencialmente un mueble. La esclava de un propietario también podía ser heredada por un heredero. Mientras ella estaba bajo el control de su amo, la esclava no podía tener relaciones sexuales con nadie más. Aunque, el destino de una esclava estaba controlado por su amo, las esclavas tenían algo de protección. Nadie podía violar o atacar a las esclavas. Los esclavos varones que violara esclavas eran castigados. Sin embargo, el castigo por su violación era menos severo que para las mujeres libres y su amo recibía una cantidad equivalente a su pérdida de valor. Por otro lado, los castigos para los esclavos eran menos severos que los de las personas libres, en casos de adulterio.

## La cuestión del consentimiento
El derecho de familia islámico clásico generalmente reconocía el matrimonio y la creación de una relación amo-esclavo como los dos instrumentos legales que permitían las relaciones sexuales entre personas y los juristas islámicos clásicos establecían una analogía entre el contrato matrimonial y la venta de concubinas. Afirman que el factor de propiedad masculina en ambos es lo que hace que el sexo sea lícito tanto con la esposa como con la esclava. Respondiendo a una pregunta sobre si se puede obligar a un hombre a tener relaciones sexuales o si es obligatorio para él tener relaciones sexuales con su esposa o concubina, el Imam Al-Shafiʽi declaró "si solo tiene una esposa o una concubina adicional con la que tenga relaciones sexuales, se le ordena temer a Allah Todopoderoso y no dañarla en lo que respecta a las relaciones sexuales, aunque no tiene ninguna obligación específica para él. Solo está obligado a proporcionarle lo que la beneficie, como manutención económica, residencia, ropa y pasar la noche con ella. En cuanto al coito, su posición es de placer y nadie puede ser forzado a hacerlo ".
Hina Azam señala que en la ley islámica "la coerción dentro del matrimonio o el concubinato puede ser repugnante, pero sigue siendo fundamentalmente legal". Según Kecia Ali, "los juristas definen la zina como el coito vaginal entre un hombre y una mujer que no es su esposa ni su esclavo. Aunque rara vez se discute, el sexo forzado con la esposa de uno podría (o, dependiendo de las circunstancias, podría no) ser una infracción ética, y posiblemente incluso legal como una agresión si hay violencia física involucrada. Uno podría especular que la misma es cierto en el caso de las relaciones sexuales forzadas con una esclava. Sin embargo, este escenario nunca es ilícito en el mundo conceptual de los juristas ". El libro "Al Fiqh 'ala Al Madhahib Al Arba'ah" (Jurisprudencia islámica según las cuatro escuelas sunitas) dice que, según los seguidores del Imam Abu Hanifah, los hombres poseen el derecho al placer sexual y se les permite forzar sexualmente a la mujer. Kecia Ali también afirma que los Hanafis permitieron que el marido tuviera relaciones sexuales por la fuerza con su esposa si ella no tenía una razón legítima para negarse a tener relaciones sexuales. Ella dice que esta posición particular de Hanafi no prevaleció en otras escuelas de pensamiento que ni autorizaron el sexo forzado en el matrimonio ni lo penalizaron.
Otro punto de vista es el de Rabb Intisar, quien sostiene que, según el Corán, las relaciones sexuales con una concubina están sujetas al consentimiento de ambas partes. De manera similar Tamara Sonn, afirma que el consentimiento de una concubina es necesario para las relaciones sexuales. Sin embargo, Kecia Ali califica tales afirmaciones como "sorprendentes" y señala que tales puntos de vista no se encuentran en ningún texto legal islámico clásico premoderno, ya que no hay discusión sobre el tema del consentimiento. Jonathan Brown sostiene que la concepción moderna del consentimiento sexual solo surgió desde la década de 1970, por lo que tiene poco sentido proyectarla al revés en la ley islámica clásica. Brown señala que los juristas musulmanes premodernos más bien aplicaron el principio del daño para juzgar la conducta sexual inapropiada, incluso entre un amo y una concubina. Afirma además que históricamente, las concubinas podían quejarse ante los jueces si estaban siendo abusadas sexualmente y que eruditos como al-Bahūtī requieren que un maestro libere a su concubina si la lastima durante el sexo. Sin embargo, la evaluación de Brown de la similitud del principio de daño en la tradición legal islámica y la noción de consentimiento en el derecho moderno no es ampliamente compartida por sus pares. Sadaf Jaffer criticó a Brown y su cuestionamiento sobre "si las esposas musulmanas recurren a la idea del consentimiento sexual en sus relaciones con sus maridos". Según Jaffer, la posición de Brown tampoco "aborda la cuestión de la falta de consentimiento legal de una concubina a lo largo de gran parte de la historia islámica".
Según Kecia Ali, "¿un hombre que quería tener relaciones sexuales con su propia esclava necesitaba obtener su consentimiento para que esa relación fuera lícita según los primeros juristas musulmanes? Cualquier argumento debe ser en gran parte desde el silencio, ya que las fuentes simplemente no discuten No recuerdo ningún caso en ningún texto de Maliki, Hanafi, Shafiʿi o Hanbali de los siglos VIII al X en el que alguien afirme que un propietario debe obtener el consentimiento de su esclava antes de tener relaciones sexuales con ella. De hecho, no tengo conocimiento de ningún caso donde alguien pregunta si su consentimiento es necesario o incluso afirma que no es necesario. La mera ausencia de discusión no prueba nada, por supuesto. A veces las cosas escapan a la mención porque son universalmente aceptadas. Lo que los juristas dan por sentado, particularmente a través de los límites de la madhab, es a menudo más revelador de lo que afirman explícitamente. Quizás se podría argumentar que el consentimiento de los esclavos para tener relaciones sexuales con sus amos era un requisito tan obvio que nadie pensó que fuera necesario mencionar".
Sin embargo, Kecia Ali también agrega: "Es lógico sugerir que una mujer esclavizada está sujeta a ser casada sin su consentimiento o en contra de su voluntad con quien elija su dueño, pero que él no puede tener relaciones sexuales con ella sin su consentimiento. Es incluso más exagerado aceptar que la necesidad de consentimiento dentro del concubinato era una condición tan obvia para su legitimidad que nadie consideró necesario decirlo, pero que la ausencia de la necesidad del consentimiento de una esclava para su matrimonio requería una afirmación explícita".
Algunos escritores musulmanes modernos buscan defender la noción, afirmando que el Islam permite que los hombres tengan relaciones sexuales con mujeres cautivas como una forma de integrarlas en la sociedad. Pero en el caso de las mujeres de la tribu Banu Mustaliq que fueron capturadas por los Compañeros, sus captores querían practicar el coitus interruptus con ellas porque si estas mujeres quedaban embarazadas sus captores no podrían devolverlas a cambio de un rescate. Según Kecia Ali, la erudición musulmana moderna guarda silencio sobre las implicaciones de este episodio y solo considera el evento en el contexto de la discusión de prácticas anticonceptivas.
Las cuatro facultades de derecho también tienen el consenso de que el amo puede casar a su esclava con otra persona sin su consentimiento. Un maestro también puede practicar el coitus interruptus durante las relaciones sexuales con su esclava sin su permiso. Un hombre que tiene relaciones sexuales con la esclava de otra persona constituye zina. Según el Imam Shafi'i, si alguien que no sea el amo obliga a una esclava a tener relaciones sexuales, el violador deberá pagar una compensación a su amo. Si un hombre se casa con su propia esclava y tiene relaciones sexuales con ella a pesar de que ya no se le permite tener relaciones sexuales con ella, ese sexo todavía se considera un delito menor que la zina y los juristas dicen que no debe ser castigado. Es de destacar que al formular este dictamen, es el matrimonio de la esclava y no su consentimiento lo que es un problema.

## La esclavitud sexual, el concepto de honor y humillación
La esclavitud fue concebida como una deuda y una forma de humillación. La relación sexual entre una concubina y su amo era vista como una deuda de humillación para la mujer hasta que ella dio a luz al hijo de su amo y la muerte posterior del amo. Convertirse en esclavo significaba que la persona era despojada de su honor. Los ulama afirmaron que la esclavitud era un castigo divino por no ser musulmán. En palabras de az-Aziz b.Ahmad al-Bukhari "la servidumbre es un vestigio de obstinación al negarse a creer en un solo Dios". Al-Sharif al-Jurjani declaró que la esclavitud en la ley islámica era un "castigo por la incredulidad". Un erudito argelino que vivía en Marruecos, Ahmad al-Wansharisi, describió el propósito de la esclavitud como una "humillación" por la incredulidad anterior o continua.

## Umm Walad (madre de niño)
Umm walad (madre de niño) es un título que se le da a una mujer que dio a luz al hijo de su amo. Si una esclava daba a luz al hijo de su amo, seguía siendo esclava. Sin embargo, al maestro ya no se le permitiría venderla. Ella también sería libre una vez que él muriera. Las facultades de derecho sunitas no están de acuerdo sobre el derecho de la concubina a este estatus. Muchos juristas Maliki dictaminaron que la concubina adquiere el derecho al estado de umm walad incluso si su amo no reconoce que el niño es suyo. Sin embargo, los juristas de Hanafi afirman que el estatus de umm walad depende de que el maestro reconozca la paternidad del niño. Si no acepta que es el padre del niño, tanto la madre como el niño siguen siendo esclavos.

## Conversión forzada para concubinato
La mayoría de los eruditos tradicionales exigen la conversión de una esclava pagana antes del sexo, incluso por la fuerza si es necesario. La mayoría de los juristas no permiten las relaciones sexuales con cautivas zoroástricas o paganas. Requieren una conversión de estas mujeres antes de poder tener relaciones sexuales. Ibn Hanbal permitió las relaciones sexuales con cautivas paganas y zoroástras si eran obligadas a convertirse en musulmanas. Muchas tradiciones afirman que las mujeres cautivas deben ser obligadas a aceptar el Islam si no se convierten voluntariamente. Hasan al-Basri narra que los musulmanes lograrían este objetivo a través de varios métodos. Ordenarían a la esclava de Zoroastro que se enfrentara a la qiblah, pronunciara la shahada y realizara el wudu. Su captor tendría relaciones sexuales con ella después de un ciclo menstrual. Sin embargo, otros agregan la condición de que se debe enseñar a la esclava a orar y purificarse antes de que el amo pueda tener relaciones sexuales con ella.
Los eruditos reducen significativamente el umbral de conversión de las jóvenes para que el maestro pueda tener relaciones sexuales con ellas lo antes posible. Sólo unos pocos eruditos permitían el sexo con esclavas paganas y zoroástricas sin conversión. Al-Mujahid y Safiid bin al-Musayyab dicen que el amo todavía puede tener relaciones sexuales con su esclava zoroástrica o pagana incluso si ella se niega a convertirse.
Imam Shafi'i afirma que los compañeros de Maoma no tuvieron relaciones sexuales con cautivas árabes hasta que se convirtieron al islam. Pero Ibn Qayyim argumenta que los compañeros del Profeta tuvieron relaciones sexuales con cautivas árabes, como las mujeres de la tribu Banu Mustaliq, sin condicionar el sexo a la conversión de las mujeres. También afirmó que ninguna tradición requería la conversión de una esclava antes de que su amo pudiera tener relaciones sexuales con ella.

## La esclavitud sexual en la Arabia preislámica y el Islam temprano
Los árabes preislámicos solían practicar el infanticidio femenino. Enterrarían vivas a sus hijas al nacer. Una de las motivaciones para que los padres enterraran vivas a sus hijas fue el temor de que cuando crecieran una tribu enemiga pudiera llevarlas cautivas y deshonrarlas. Un estudio del texto genealógico árabe Nasab Quraysh registra la maternidad de 3000 miembros de la tribu Quraishi, la mayoría de los cuales vivieron entre 500 y 750 d. C. Los datos muestran que hubo un aumento masivo en el número de niños nacidos de concubinas con el surgimiento del Islam. Un análisis de la información encontró que ningún niño nació de concubinas antes de la generación del abuelo de Mahoma. Hubo algunos casos de niños nacidos de concubinas anteriores a Mahoma, pero solo pertenecían a la generación de su padre y abuelo. El análisis de los datos mostró así que el concubinato no era común antes de la época de Mahoma, pero aumentó para los hombres de su generación como resultado de las conquistas militares.
Debido a estas conquistas, los conquistadores dispusieron de una gran cantidad de esclavas. Aunque hubo más nacimientos, la actitud hacia los niños nacidos de esclavos siguió siendo negativa. Algunos de los primeros musulmanes árabes discriminaron a las personas que nacieron de esclavas no árabes. Sin embargo, no hay indicios de que alguna vez se actuara sobre estas actitudes. Uno de los primeros textos cristianos sobrevivientes del período islámico en Siria, fechado por los eruditos alrededor del año 640 d. C., describe el surgimiento del Islam de esta manera:

Quitan a la esposa de su marido y lo matan como a una oveja. Arrojan al bebé de su madre y la esclavizan; el niño grita desde el suelo y la madre escucha, pero ¿qué va a hacer ella? ... Se separan a los niños de la madre como el alma desde dentro del cuerpo, y ella observa cómo separan a sus seres queridos desde su regazo , dos de ellos van a dos maestros, ella a otro [...] Sus hijos gritan de lamento, con los ojos calientes de lágrimas. Se vuelve hacia sus seres queridos, la leche brota de su pecho: "Id en paz, queridos míos, y que Dios os acompañe".
Véase el Islam como otros lo vieron: una encuesta y evaluación de los escritos cristianos, judíos y zoroástricos sobre el Islam primitivo, Robert G. Hoyland

Sin embargo, según el Hadiz, los dichos del profeta Mahoma, no le gustaba separar a los cautivos de guerra de sus parientes:
Abu Ayyub narra: Que escuchó al Mensajero de Allah (ﷺ) decir: "Quien separe a una madre y su hijo, Allah se separará entre él y su amada en el Día del Juicio". [Abu 'Eisa dijo:] Hay algo sobre este tema de' Ali. Esto se lleva a cabo de acuerdo con la gente de conocimiento entre los Compañeros del Profeta (ﷺ) y otros. No les gusta separar a los cautivos, la madre y su hijo, el hijo y el padre, y los hermanos.
El concubinato no era una práctica común entre las civilizaciones del Cercano Oriente antiguo tardío. Su expansión bajo el período omeya fue motivada principalmente por el deseo tribal omeya de tener hijos en lugar de ser sancionado por el Corán y la práctica profética. El concubinato estaba permitido entre las élites sasánidas y los mazdeanos, pero los hijos de tales uniones no eran necesariamente considerados legítimos. La posición de las comunidades judías no está clara, aunque el concubinato de esclavos se menciona en los textos bíblicos. Aparentemente, la práctica había declinado mucho antes que Mahoma. Algunos eruditos judíos durante el gobierno islámico prohibían a los judíos tener relaciones sexuales con sus esclavas. León III en su carta a Umar II acusó a los musulmanes de "libertinaje" con sus concubinas a quienes venderían "como ganado tonto" después de haberse cansado de usarlas.

### Mujeres de Hawazin
Las tribus Banu Thaqif y Banu Hawazin decidieron ir a la guerra contra Mahoma bajo el liderazgo de Malik ibn Awf. Malik tuvo la desafortunada idea de traer mujeres, niños y ganado con su ejército. Creía que al traer a sus mujeres y niños con el ejército, todos sus soldados lucharían con más valentía para defenderlos. Cuando Muhammad fue informado de que los Hawazin habían traído a sus mujeres, niños y ganado con ellos, sonrió y dijo: "Inshaa Allah, todo esto se convertirá en el botín de guerra para los musulmanes".
El ejército musulmán derrotó a los Hawazin y capturó a sus mujeres y niños. Los soldados paganos huyeron. El botín de guerra que obtuvieron los musulmanes fue de 24000 camellos, más de 40000 cabras, 160000 dirhams de plata y 6000 mujeres y niños. Mahoma esperó diez días a que los Hawazin se arrepintieran y recuperaran a sus familias y propiedades. Sin embargo, ninguno de ellos vino. Finalmente, Mahoma distribuyó el botín de guerra entre los soldados musulmanes. Los soldados musulmanes inicialmente dudaron en tener relaciones sexuales con las cautivas casadas, hasta que se reveló un verso que les daba permiso para tener relaciones sexuales con ellas:
El Imam Ahmad registró que Abu Sa`id Al-Khudri dijo: "Capturamos a algunas mujeres de la zona de Awtas que ya estaban casadas, y no nos gustó tener relaciones sexuales con ellas porque ya tenían maridos. Entonces, le preguntamos al Profeta sobre este asunto, y este Ayah (verso) fue revelado: También (prohibido) las mujeres ya casadas, excepto aquellas que posean tu mano derecha). En consecuencia, tuvimos relaciones sexuales con estas mujeres".
Muhammad le dio una niña llamada Zaynab bint Hayyan a Uthman ibn Affan. Uthman tuvo relaciones sexuales con ella y ella lo detestaba. Se le dio una mujer a Abdurrahman ibn Awf. Se resistió a tener relaciones sexuales con ella hasta que terminó su menstruación y luego tuvo relaciones sexuales con ella en virtud de que ella era de su propiedad. Jubayr bin Mu'tim también recibió a una esclava, que no estaba embarazada. Talha ibn Ubaydullah tuvo relaciones sexuales con la cautiva que le fue dada. Abu Ubaydah ibn Jarrah embarazó a la esclava que le dieron.
Una delegación de la tribu Hawazin llegó a Muhammad y se convirtió al islam. Una vez que le dieron lealtad a Muhammad, preguntaron por sus familias y propiedades capturadas. Dijeron: "Aquellos que has traído cautivos son nuestras madres, hermanas y tías y solo ellas traen deshonra a los pueblos. Oh Profeta, te pedimos tu bondad y generosidad. Libera a nuestras mujeres". Mahoma les dio a elegir entre reclamar su propiedad o sus mujeres e hijos. Los miembros de la tribu Hawazin respondieron que si tuvieran que elegir entre reclamar su propiedad o su honor, elegirían su honor (sus mujeres).
Muhammad les devolvió a sus mujeres y niños. A la niña que había sido entregada a Abdurrahman ibn Awf se le dio la opción de quedarse con él o regresar con su familia. Ella eligió a su familia. Asimismo, las niñas entregadas a Talha, Uthman, Ibn Umar y Safwan bin Umayya también fueron devueltas a sus familias. Sin embargo, la niña que le habían entregado a Sa'd ibn Abi Waqqas decidió quedarse con él. Uyanya se había llevado a una anciana. Su hijo se le acercó para rescatarla por 100 camellos. La anciana le preguntó a su hijo por qué iba a pagar 100 camellos cuando Uyanya la dejaría de todos modos sin pedir rescate. Esto enfureció a Uyanya. Uyaynah había dicho anteriormente en el Asedio de Ta'if que solo vino a luchar por Muhammad para poder conseguir una niña Thaqif y embarazarla. Cuando Umar le contó a Muhammad sobre el comentario de Uyayna, Muhammad sonrió y llamó a esto "tontería aceptable".

## Resumen de las experiencias de las concubinas esclavas
Convertirse en una concubina para su amo podría traducirse en ganar seguridad, posición y otros beneficios materiales. Si le daba un hijo a su amo y él aceptaba la paternidad, podría obtener el puesto de umm walad. Si se convirtiera en una umm walad, su vida diaria probablemente se parecería a la de una esposa libre, pero con una posición inferior. Hay muchos casos de concubinas esclavas en la historia musulmana que alcanzaron posiciones de gran influencia. Sin embargo, esta posición no alivió el sufrimiento que los esclavos experimentaron en sus vidas. Muchos de ellos habían sido sacados por la fuerza de sus hogares y separados permanentemente de sus familias. Fueron exhibidos en mercados de esclavos y humillados y sometidos a trabajos forzados, matrimonios forzados y sexo. Si alguien compraba una mujer, no podía separar a su hijo de ella hasta la edad estipulada, que según Ibn Abi Zayd era cuando el niño tenía seis años.
Muchos esclavos pasaron por un período de angustia, cuando fueron esclavizados por primera vez, que fue típicamente una ocasión violenta. Entre los años 800 y 1200, las cuatro formas principales de esclavizar a una persona fueron el secuestro, las redadas de esclavos, la piratería y la pobreza. La ley islámica solo brindaba protección a las esclavas contra la explotación sexual por parte de cualquiera que no fuera su dueño. El propietario estaba obligado por la ley islámica a proporcionar a sus esclavas comida, ropa y refugio. Se consideró que el golpe disciplinario del esclavo era por el bien del amo. Un hadiz profético permitía el castigo corporal e Ibn al-Jawzi declaró que tanto los esclavos como las esposas debían soportar el maltrato físico. También se alentó al dueño de esclavos a que no usara violencia excesiva. Mientras que algunos idealizan la vida de las esclavas de élite, muchas en la práctica sufrieron abusos tanto por parte de sus dueños como de otras personas. Debido a que tener un hijo de su amo podría conducir a la libertad de una esclava, algunas esclavas tenían un motivo para tener relaciones sexuales con sus dueños. Esto enfureció a las esposas del amo que a menudo castigaban a tales esclavos. La oposición más habitual al concubinato procedía de las esposas libres. Las primeras historias morales mostraban a las esposas como víctimas del concubinato.
Las esclavas fueron comercializadas como bienes muebles. Debido a que las esclavas se comerciaban entre hombres y muchas de ellas habían sido propiedad de hasta treinta hombres consecutivamente, tenían un gran conocimiento sobre las relaciones sexuales y podían enseñar a los adolescentes varones de élite sobre técnicas sexuales. Las esclavas eran consideradas mercancías sexuales y no se les permitía cubrirse. Antes de ser comprado se examinaron los cuerpos de muchas mujeres. Los Hanafis permitieron a los posibles compradores masculinos descubrir y tocar los brazos, los senos y las piernas de una esclava. Umar prohibió a las esclavas parecerse a mujeres libres y les prohibió cubrirse el cabello. Las esclavas no usaban velo y, al igual que las prostitutas, estaban exentas de muchas de las restricciones de género sobre las mujeres de clase alta. Si bien las mujeres libres estaban reguladas por normas más estrictas de modestia, la mayoría de los juristas islámicos afirmaron que las esclavas no estaban obligadas a cubrirse los brazos, el pelo o las piernas por debajo de las rodillas. Algunos tampoco exigieron que se cubrieran el pecho. Si una esclava fornicaba, también recibía menos castigo que una mujer respetable.
Las cautivas más afortunadas fueron mujeres como Safiyya y Juwayriah, que fueron liberadas de la esclavitud y se casaron con Mahoma. Al respecto, Levy señala que "las mujeres cautivas podrían ser tratadas con gran respeto y consideración durante la época del profeta". La vida de las cautivas dependía de si su tribu podía rescatarla o si su captor optaba por casarse con ella. Si ninguno de los dos sucedía, esas mujeres sufrían porque sus captores eran dueños de sus cuerpos y vidas. Si no eran atractivos, los captores los mantendrían como sirvientes y si eran hermosos, los captores podían mantenerlos como sus concubinas. A los captores también se les permitió venderla. Debido a esto, algunas mujeres cautivas se suicidaron. Hay un relato de una mujer llamada Sakhra, que era una cautiva de la tribu Banu Amir. Se suicidó tirándose al suelo desde un camello. Según fuentes musulmanas, Mahoma estaba preocupado por tales esclavas cautivas por lo que informó "tratarlas con bondad y temer a Dios en su trato con ellas" en su sermón de despedida.

## Variaciones socioeconómicas del concubinato histórico
Si bien las culturas musulmanas reconocieron el concubinato, así como la poligamia, como un derecho legal del hombre, en realidad, estos generalmente solo los practicaban la realeza y los sectores de élite de la sociedad. Las concubinas esclavas más deseadas en el mundo musulmán no eran las mujeres africanas, sino las niñas blancas, típicamente de origen circasiano o georgiano. Sin embargo, eran muy caras. La disponibilidad a gran escala de mujeres para la esclavitud sexual tuvo una fuerte influencia en el pensamiento musulmán, a pesar de que la cultura del "harén" de la élite no fue reflejada por la mayoría de la población musulmana.

### Califato abasí
Los miembros de la realeza y los nobles durante el califato abasí mantuvieron un gran número de concubinas. El califa Harún al-Rashid poseía cientos de concubinas. Se informó que el califa Al-Mutawákkil poseía cuatro mil concubinas. Los esclavos por placer eran costosos y un lujo para los hombres ricos. En su manual sexual, Ali ibn Nasr promovió el sexo experimental con esclavas sobre la base de que las esposas libres eran respetables y se sentirían humilladas por el uso de las posiciones sexuales descritas en su libro porque muestran baja estima y falta de amor por parte del hombre. Las mujeres preferían que sus maridos tuvieran concubinas en lugar de tener una segunda esposa. Esto se debía a que una co-esposa representaba una mayor amenaza para su posición. Tener muchas concubinas era quizás más común que tener varias esposas.

### Andalucía
En la sociedad musulmana en general, la monogamia era común porque tener varias esposas y concubinas no era asequible para muchos hogares. La práctica de tener concubinas era común en la clase alta musulmana. Los gobernantes musulmanes preferían tener hijos con concubinas porque les ayudaba a evitar las complejidades sociales y políticas derivadas del matrimonio y mantenía sus linajes separados de los demás linajes de la sociedad. Se sabía que un gobernante omeya, Abderramán III, poseía más de 6000 cooncubinas.

### Imperio Otomano
Los gobernantes otomanos mantendrían cientos, incluso miles, de concubinas. Las cautivas de guerra femeninas a menudo se convirtieron en concubinas para los gobernantes otomanos. Las familias esclavas ambiciosas asociadas con el palacio también ofrecían con frecuencia a sus hijas como concubinas. Los traficantes de esclavos secuestrarían y venderían niñas circasianas. Las mujeres circasianas y georgianas fueron traficadas sistemáticamente a harenes orientales. Esta práctica duró hasta la década de 1890. Fynes Moryson señaló que algunos hombres musulmanes mantendrían a sus esposas en varias ciudades, mientras que otros las mantendrían en una sola casa y seguirían agregando tantas mujeres como sus deseos se lo permitieran. Escribió que "compran mujeres libres para que sean sus esposas, o compran" mujeres conquistadas "a un precio menor para que sean sus concubinas". La sociedad otomana había proporcionado vías para los hombres que deseaban tener relaciones sexuales extramatrimoniales. Podían casarse con más esposas mientras que los hombres ricos podían poseer esclavas y usarlas para el sexo.
Desde finales de la década de 1300, los sultanes otomanos solo permitían que herederos nacidos de concubinas heredaran su trono. A cada concubina solo se le permitió tener un hijo. Una vez que una concubina tuviera un hijo, pasaría el resto de su vida conspirando a favor de su hijo. Si su hijo se convertía con éxito en el próximo sultán, ella se convertiría en una gobernante incuestionable. Después de la década de 1450, los sultanes dejaron de casarse por completo. Debido a esto, hubo una gran sorpresa cuando el sultán Sulayman se enamoró de su concubina y se casó con ella. Un sultán otomano tendría relaciones sexuales solo con algunas mujeres de su gran colección de esclavas. Esto significó que a muchas de las concubinas no se les dio una vida familiar si no las deseaba el sultán. Esto significaba efectivamente que estas mujeres tendrían que pasar el resto de sus vidas prácticamente en prisión. Algunas de estas mujeres romperían la sharia al tener relaciones homosexuales.
Las investigaciones sobre los registros otomanos muestran que la poligamia estuvo ausente o fue rara en los siglos XVI y XVII. El concubinato y la poligamia eran bastante infrecuentes fuera de la élite. Goitein dice que la monogamia era una característica de los musulmanes de la "clase media progresista". Los hombres de élite debían dejar a sus esposas y concubinas si deseaban casarse con una princesa otomana. El gobernador mameluco de Bagdad, Umar Pasha, murió sin hijos porque su esposa le impidió tener una concubina. Escribiendo a principios del siglo XVIII, un visitante señaló que entre los cortesanos otomanos, solo el tesorero imperial tenía esclavas para el sexo y otros pensaban en él como una persona lujuriosa. Edward William Lane, quien visitó Egipto en la década de 1830, señaló que muy pocos hombres egipcios eran polígamos y la mayoría de los hombres con una sola esposa no tenían concubinas, generalmente por el bien de la paz doméstica. Sin embargo, algunos mantuvieron esclavos abisinios que eran menos costosos que mantener una esposa. Mientras que las esclavas blancas estarían en manos de los turcos ricos, las concubinas mantenidas por los egipcios de clase media y alta eran generalmente abisinios.

### Subcontinente indio
Ovington, un viajero que escribió sobre su viaje a Surat, afirmó que los hombres musulmanes tenían una "libertad extraordinaria para las mujeres" y tenían tantas concubinas como podían permitirse. Akbar tenía un harén de al menos 5000 mujeres y el harén de Aurangzeb era aún más grande. Los nobles de la India podían poseer tantas concubinas como quisieran. Ismail Quli Khan, un noble mogol, poseía 1200 niñas. Otro noble, Said, tuvo muchas esposas y concubinas de las que engendró 60 hijos en solo cuatro años. Francisco Pelseart describe que los nobles visitaban a una esposa diferente cada noche, quien lo recibía junto con las esclavas. Si se sentía atraído por alguna esclava, la llamaba para su disfrute mientras la esposa no se atrevía a mostrar su enfado. La esposa castigaría a la esclava más tarde.
Los musulmanes de clase baja eran generalmente monógamos. Como apenas tenían rivales, las mujeres de los sectores de clase media y baja de la sociedad obtuvieron mejores resultados que las mujeres de clase alta, que tuvieron que lidiar con las otras esposas, esclavas y concubinas de sus maridos. Shireen Moosvi ha descubierto los contratos matrimoniales musulmanes de Surat, que se remontan a la década de 1650. Una estipulación en estos contratos matrimoniales era que el esposo no debía casarse con una segunda esposa. Otra estipulación fue que el marido no aceptaría a una esclava. Estas estipulaciones eran comunes entre los musulmanes de clase media en Surat. Si el esposo tomaba una segunda esposa, la primera esposa obtendría un derecho automático de divorcio, lo que indica la preferencia por la monogamia entre los comerciantes de Surat. Si el marido tomaba una esclava, la esposa podía vender, liberar o regalar a esa esclava, separando así a la esclava de su marido.
No hay evidencia de que el concubinato se practicara en Cachemira donde, a diferencia del resto del mundo musulmán medieval, la esclavitud era aborrecida y no generalizada. A excepción de los sultanes, no hay evidencia de que la nobleza o los comerciantes Cachemires mantuvieran esclavos. En el Punyab medieval, los campesinos musulmanes, artesanos, pequeños comerciantes, tenderos, empleados y funcionarios menores no podían permitirse concubinas o esclavos. Pero la nobleza musulmana del Punjab medieval, como los Khans y Maliks, mantuvo concubinas y esclavas. Las esclavas fueron utilizadas para el concubinato en muchos hogares musulmanes ricos de Punyab.
Los casos judiciales coloniales del Punjab del siglo XIX muestran que los tribunales reconocieron el estatus legítimo de los niños nacidos de zamindars musulmanes (terratenientes) de sus concubinas. Los gobernantes musulmanes de los estados principescos de la India, como el Nawab de Junagadh, también tenían esclavas. El Nawab de Bahawalpur, según un periodista paquistaní, tenía 390 concubinas. Solo tuvo relaciones sexuales con la mayoría de ellos una vez. Los marathas capturados durante sus guerras con los mogoles habían sido entregados a los soldados del ejército mogol de la tribu Baloch Bugti. Los descendientes de estos cautivos se conocieron como "Mrattas" y sus mujeres fueron utilizadas tradicionalmente como concubinas por los Bugtis. Se convirtieron en ciudadanos iguales de Pakistán en 1947.

## Historia de la esclavitud sexual

### Esclavitud sexual de mujeres no musulmanas por hombres musulmanes
En Andalus, las concubinas de la élite musulmana eran generalmente mujeres no musulmanas de las zonas cristianas de la península ibérica. Muchos de ellos habían sido capturados en incursiones o guerras y luego fueron regalados a los soldados musulmanes de élite como botín de guerra o fueron vendidos como esclavos en los mercados musulmanes. La mayoría de los esclavos en el harén otomano estaban compuestos por mujeres que habían sido secuestradas de tierras cristianas. Algunos habían sido secuestrados durante las redadas de los tártaros, mientras que otros habían sido capturados por piratas marítimos. Los piratas bereberes traficaban con mujeres francesas, italianas, españolas y portuguesas en África del Norte. Las mujeres cristianas fueron esclavizadas más que cualquier otro grupo demográfico religioso. Es difícil rastrear la experiencia de las esclavas europeas porque habrían representado el 5 por ciento de las esclavas traficadas al norte de África e incluso menos mujeres fueron liberadas de la esclavitud que hombres entre los siglos XVI y XIX. Durante esos siglos, se llevaron a la fuerza al menos de 50000 a 75000 niñas europeas y la mayoría de ellas nunca regresó a casa. Un esclavo inglés narró el relato de una joven inglesa que fue entregada como concubina al rey de Marruecos, Mulley Ismaíl. Ella trató de resistir sus avances sexuales. Luego ordenó a sus esclavos negros que la azotaran y torturaran hasta que ella cediera.
Los hombres europeos esclavizados también narraron relatos de mujeres que "apostataron". Las historias de vida de estas mujeres eran similares a las de Roxelana, quien pasó de ser una esclava cristiana a ser la principal consejera de su esposo, el Sultán Solimán del Imperio otomano. Hay varios relatos de mujeres de origen humilde que se asociaron con hombres musulmanes poderosos. Si bien las asociaciones fueron inicialmente forzadas, el cautiverio dio a las mujeres el gusto por el acceso al poder. Los diplomáticos escribieron con decepción sobre las mujeres apóstatas que ejercían influencia política sobre sus amos convertidos en maridos. Los esclavos cristianos varones también registraron la presencia de mujeres convertidas autorizadas en familias musulmanas. Las mujeres cristianas que se convirtieron al islam y luego se volvieron políticamente asertivas y tiránicas fueron consideradas por los europeos como traidoras a la fe. Las mujeres cristianas esclavizadas perdieron toda esperanza de regresar a casa a través del rescate una vez que ingresaron a un hogar musulmán. Las mujeres se vieron obligadas a entrar en una vida de sometimiento sexual a sus nuevos maridos. También hay pruebas de que muchas cautivas "privilegiadas" querían escapar si se les daba la oportunidad. Hay un relato de una madre irlandesa que atacó a sus captores varones argelinos cuando se enteró de que su esclavitud significaba que iba a ser separada de sus hijos para siempre. Más tarde fue sometida.
Los sultanatos musulmanes de la India antes del Imperio Mughal capturaron a un gran número de no musulmanes del Decán. Los amos musulmanes embarazarían a sus esclavas no musulmanas y los hijos que engendraron serían criados como musulmanes. Las niñas no musulmanas fueron condenadas al ostracismo socialmente por sus propias comunidades por las relaciones sexuales que los soldados musulmanes y los nobles tenían con ellas, por lo que muchas de ellas prefirieron convertirse al islam. Cuando los musulmanes rodeaban las ciudadelas de Rajput, las mujeres de Rajput cometían jauhar (suicidio colectivo) para salvarse de ser deshonradas por sus enemigos. En 1296, aproximadamente 16000 mujeres cometieron jauhar para salvarse del ejército de Alauddin Khalji. Las mujeres de Rajput lo cometerían cuando vieran que la derrota y la esclavitud eran inminentes para su pueblo. En 1533, en Chittorgarh, casi 13000 mujeres y niños se suicidaron en lugar de ser llevados cautivos por el ejército de Bahadur Shah. Para ellos, las relaciones sexuales eran la peor forma de humillación. Los rajputs practicaban jauhar principalmente cuando sus oponentes eran musulmanes.
Las mujeres de los enemigos fueron capturadas tanto para humillar a sus hombres como para utilizar a las hermosas doncellas con diversos fines. Las cautivas hembras hermosas se usaban principalmente para el sexo. Después del período del gobierno de Akbar, la esclavitud de las mujeres continuó siendo utilizada para castigar a sus hombres. Jahangir ordenó explícitamente la destrucción del dominio de los rebeldes zamindar de Jaitpur y la captura de sus mujeres. Por lo tanto, sus hijas y esposas fueron capturadas y llevadas al harén. Aurangzeb esclavizaría a los campesinos rebeldes. Manucci registra que, durante el gobierno de Mughal, cuando los faujdars entraban en pueblos rebeldes, tomaban a las chicas más atractivas y se las presentaban al rey. El resto se vendería o se guardaría para sí mismos. El ejército de Ahmad Shah Abdali capturó a mujeres maratha para llenar los harenes afganos. Los sijs atacaron a Abdali y rescataron a 22000 niñas maratha.

### Esclavitud sexual de mujeres musulmanas por hombres no musulmanes
Las fuentes históricas musulmanas ven la captura y el concubinato de mujeres no musulmanas como una violencia legítima contra las mujeres. La captura y esclavitud de mujeres no musulmanas se describe de manera práctica en las fuentes musulmanas. Sin embargo, la misma práctica fue criticada cuando los cristianos capturaron a mujeres musulmanas. En el siglo XI, los cristianos iniciaron una política agresiva hacia los musulmanes en Andalus. Los líderes militares cristianos capturaron a mujeres musulmanas e incluyeron a vírgenes musulmanas de ocho años como parte de su botín de guerra. Cuando Granada pasó del dominio musulmán al gobierno cristiano, miles de mujeres moriscas fueron esclavizadas y traficadas a Europa. Las familias musulmanas intentaron rescatar a sus hijas, madres y esposas que habían sido capturadas y esclavizadas. Las mujeres musulmanas eran mantenidas como concubinas por hombres cristianos.
Tanto para cristianos como para musulmanes, la captura de mujeres de la otra religión fue una demostración de poder, mientras que la captura y uso sexual de sus propias mujeres por hombres de la otra religión fue motivo de vergüenza. Muchas mujeres se convertirían a la religión de su amo. En un caso, una mujer argelina, Fátima, fue capturada y esclavizada. Se convirtió al cristianismo y rechazó el rescate que los turcos habían enviado para su liberación. Otras mujeres musulmanas esclavizadas tuvieron experiencias más "desgarradoras" al convertirse al cristianismo.
En India, las élites y los gobernantes hindúes se vengarían llevando a las mujeres musulmanas a sus propios harenes. Rana Kumbha capturó a mujeres musulmanas. Bajo Medini Rai en Malwa, los Rajput tomaron a mujeres musulmanas y sayyid como esclavas. Según Manucci, los marathas y los sikhs también capturarían a mujeres musulmanas porque "los mahometanos habían interferido con las mujeres hindúes".

### Esclavitud sexual de mujeres musulmanas por hombres musulmanes
Los juristas islámicos habían prohibido por completo la esclavitud de los musulmanes. Sin embargo, los musulmanes en ocasiones han esclavizado a musulmanes de otros grupos étnicos. El califa omeya Muhámmad II de Córdoba ordenó que se saquearan las casas bereberes de Córdoba y que las mujeres bereberes fueran capturadas y vendidas en Dar-al Banat. En otro caso, el gobernante andaluz de Málaga, Ibn Hassun, intentó sin éxito matar a sus parientes femeninas antes de que los almohades bereberes pudieran capturarlas. Se suicidó pero sus hijas sobrevivieron. Estas niñas fueron luego vendidas y algunas de ellas fueron tomadas como concubinas por los comandantes militares almohades.
En la India, las actitudes hacia las mujeres ignoraban su origen religioso si pertenecían a enemigos o rebeldes. Ferishta narra que Baban capturó a las mujeres que apoyaban al noble rebelde Tughral. Las atrocidades de Alauddin Khilji contra las mujeres han sido documentadas en Tabaqat-i-Akbari por Nizamuddin Ahmad. Khusrau Khan humilló al sultán Qutb ud din Mubarak al casarse con su viuda y permitir que los hindúes se llevaran a sus otras parientes femeninas. Abu Fazl registra las atrocidades cometidas por Kamran sobre las parientes femeninas de los partidarios de Humayun. Se informó que Sher Shah vendió las esposas de zamindars rebeldes.
Los kurdos en la frontera otomano-persa esclavizarían tanto a los chiitas como a los yazidíes. El jurista otomano Ebussuud Efendi defendió la permisibilidad de las guerras contra los chiitas, pero prohibió la toma de los chiitas como cautivos. En particular, también declaró que las relaciones sexuales con cautivas chiitas eran ilegales. Sin embargo, apoyó la esclavitud de los chiitas en una fatwa posterior. En 1786-7, un general otomano esclavizó a las esposas e hijos de los emires mamelucos. En la región del actual Chad, las mujeres musulmanas y los niños de Baguirmi fueron esclavizados por el gobernante de Wadai alrededor de 1800.

## Abolición
El matrimonio no era la única forma legal de tener relaciones sexuales en las sociedades musulmanas antes del fin de la esclavitud en los siglos XIX y XX. Los gobiernos coloniales y los estados musulmanes independientes restringieron las redadas y el comercio de esclavos en respuesta a la presión de los liberales occidentales y los nacientes movimientos abolicionistas musulmanes. Eliminar la esclavitud fue una tarea aún más difícil. Muchos gobiernos musulmanes se negaron a firmar los tratados internacionales contra la esclavitud que la Liga de las Naciones coordinaba desde 1926. Esta negativa también fue un problema en la Declaración Universal de Derechos Humanos de 1948 y en la Convención contra la Esclavitud de 1956. Fue principalmente debido a la presión de las potencias coloniales europeas y los cambios económicos que se abolió la esclavitud. Si bien la institución fue finalmente abolida, no hubo una narrativa islámica internamente bien desarrollada contra la propiedad de esclavos.
Existe un consenso académico de que la sanción legal islámica para la esclavitud impidió el surgimiento de cualquier movimiento contra la esclavitud en el mundo musulmán. Pero William Clarence-Smith ha argumentado que el "abolicionismo islámico" era autóctono y tenía sus raíces en la tradición islámica. Sin embargo, Ehud R. Toledano afirma que las opiniones abolicionistas eran muy raras en las sociedades musulmanas y que no existía una narrativa abolicionista indígena en el mundo musulmán. La escasa evidencia que existe del "abolicionismo islámico" muestra que tal discurso fue extremadamente limitado. Las primeras opiniones contra la esclavitud vinieron de Syed Ahmad Khan en el subcontinente. Los siguientes textos contra la esclavitud se encuentran, desde la década de 1920 en adelante, en las obras de non-ulema que escribían fuera del ámbito de la tradición islámica y la Sharia. Amal Ghazal ha demostrado que los ulemas modernistas de Egipto, como Muhammad Abduh y Rashid Rida, se opusieron firmemente a la mayoría de los juristas islámicos. Si bien Abduh adoptó una posición a favor de la abolición, señaló que solo un enfoque gradualista, que fomentara la manumisión, funcionaría porque la esclavitud en sí estaba sancionada por la ley islámica.
A finales del siglo XIX, algunos modernistas musulmanes indios habían rechazado la legitimidad de la esclavitud en el Islam. Esta visión reformista de la esclavitud fue parte del pensamiento musulmán indio regenerado en las décadas de 1860 y 1870. Syed Ahmad Khan y Syed Ameer Ali estaban principalmente preocupados por refutar las críticas occidentales a la esclavitud islámica. Sin embargo, no refutaron directamente las críticas europeas sobre la esclavitud y el concubinato femeninos. Según Dilawar Husain Ahmad, la poligamia y el concubinato fueron responsables del "declive musulmán". Chiragh Ali negó el permiso coránico para el concubinato. Sin embargo, aceptó la opinión de William Muir de que los musulmanes no abandonarían voluntariamente la esclavitud femenina, pero afirmó que los juristas musulmanes no permitían el concubinato con esclavas importadas de África, Asia Central y Georgia en ese momento. Sin embargo, no especificó quiénes eran estos juristas islámicos. Los ulama se opusieron a Syed Ahmad Khan en una serie de cuestiones, incluidas sus opiniones sobre la esclavitud.
Un grupo de ulama dirigido por Waji al-Din Saharanpuri dio una fatwa en la década de 1830 de que era legal esclavizar incluso a aquellos hombres y mujeres "que buscaban refugio" después de la batalla. Sayyed Imdad Ali Akbarabadi dirigió a ulama en la publicación de una gran cantidad de material en defensa de los tipos tradicionales de esclavitud. Sayyid Muhammad Askari condenó la idea de abolir la esclavitud. En el siglo XIX, algunos ulama en El Cairo se negaron a permitir que las esclavas, que habían sido liberadas bajo la ley secular, se casaran a menos que hubieran obtenido el permiso de su dueño. Después de 1882, los ulama egipcios se negaron a prohibir la esclavitud con el argumento de que el Profeta nunca la había prohibido. En 1899, un erudito de Al-Azhar, Shaykh Muhammad Ahmad al-Bulayqi defendió implícitamente el concubinato y refutó los argumentos modernistas. La mayoría de los ulama en África Occidental se opusieron a la abolición. Decidieron que todavía se permitía el concubinato con mujeres de ascendencia esclava.
En 1911, un Qadi en Mombasa dictaminó que ningún gobierno puede liberar a un esclavo sin el permiso del propietario. Spencer Trimingham observó que en las zonas árabes costeras los amos continuaban tomando concubinas de familias de esclavos porque los descendientes de esclavos todavía se consideraban esclavizados bajo la ley religiosa incluso si habían sido liberados de acuerdo con la ley secular. Los ulama otomanos mantuvieron la permisibilidad de la esclavitud debido a su sanción legal islámica. Rechazaron las demandas de los jóvenes otomanos de que las fatwas prohibieran la esclavitud.
Un erudito conservador de Deobandi publicó un libro en Lahore en 1946 en el que negó que el Profeta hubiera alentado alguna vez la abolición de la esclavitud. Después de 1947, los ulama en Pakistán pidieron el resurgimiento de la esclavitud. El deseo de esclavizar a los enemigos y tomar concubinas se señaló en el Informe de la Comisión Munir. Cuando Zia ul Haq llegó al poder en 1977 y comenzó a aplicar la sharia, algunos argumentaron que la recompensa por liberar a los esclavos significaba que la esclavitud no debería ser abolida "ya que hacerlo sería negar a las generaciones futuras la oportunidad de cometer el acto virtuoso de liberar esclavos".
Muchos ulama en Mauritania no reconocieron la legitimidad de abolir la esclavitud. En 1981, un grupo de ulama argumentó que solo los propietarios podían liberar a sus esclavos y que el gobierno de Mauritania estaba rompiendo una regla religiosa fundamental. En 1997, un erudito mauritano afirmó que la abolición:
"es contrario a las enseñanzas del texto fundamental de la ley islámica, el Corán... [y] equivale a la expropiación a los musulmanes de sus dioses, bienes que fueron adquiridos legalmente. El Estado, si es islámico, no tiene la derecho a apoderarse de mi casa, de mi esposa o de mi esclavo".
El traductor del tratado de Ibn Kathir sobre esclavos, Umar ibn Sulayman Hafyan, se sintió obligado a explicar por qué publicó un tratado sobre esclavos cuando la esclavitud ya no existe. Afirma que el hecho de que la esclavitud ya no exista no significa que las leyes sobre la esclavitud hayan sido derogadas. Además, la esclavitud se abolió hace solo medio siglo y podría regresar en el futuro. Sus comentarios fueron un reflejo de la difícil situación en la que se encuentran los musulmanes modernos.
El científico cognitivo Steven Pinker señaló en Los Ángeles que Llevamos Dentro que a pesar de la abolición de jure de la esclavitud por parte de los países islámicos en el siglo XX, la mayoría de los países donde todavía ocurre la trata de personas son de mayoría musulmana, mientras los politólogos Valerie M. Hudson y Bradley Thayer han señalado que el Islam es la única tradición religiosa importante que todavía permite la poligamia.

## Manifestaciones modernas

### Medio Oriente
Los armenios sufrieron un genocidio en el Imperio Otomano, que culminó alrededor de 1915-16. Ha sido aceptado como el primer genocidio del siglo XX por los estudiosos del genocidio y los historiadores del último período otomano. Los otomanos tenían la intención de destruir a los armenios. Derderuan señala que después de ser separados de sus hombres asesinados, las mujeres y los niños armenios fueron violados, convertidos por la fuerza al islam y sometidos a esclavitud sexual. Eliz Sanasarian también señala la participación de mujeres turcas en la perpetración de violencia contra las mujeres armenias vendiéndolas como esclavas sexuales. Las mujeres que se consideraban hermosas fueron vendidas como esclavas sexuales a los oficiales militares. Las mujeres restantes serían golpeadas y violadas. Las mujeres también fueron obligadas a menudo a prostituirse o se casaron por la fuerza con no armenios.
Las niñas armenias secuestradas se clasificaron en función de su edad, belleza y estado civil. La "primera opción" se dio a los funcionarios otomanos de alto nivel. Un alemán denunció la venta de niñas en Ras al-Ayn y declaró que los policías realizaban el comercio de niñas. Se establecieron algunos mercados de esclavos en las cercanías de los edificios gubernamentales, mientras que las esclavas sexuales armenias cautivas se mantuvieron en el Hospital de la Media Luna Roja en Trebisonda. El hecho de que antes del genocidio los líderes armenios hubieran apelado a poderes externos para presionar a los otomanos para que hicieran reformas para los cristianos, fue citado como una violación de su contrato con el estado. Por lo tanto, un sheij palestino dictaminó que los musulmanes podían comprar las muchachas cristianas en los mercados de esclavos del Levante.
Un gran número de mujeres baluchis libres fueron secuestradas en la primera mitad del siglo XX por traficantes de esclavos y vendidas a través del Golfo Pérsico. Por ejemplo, Yuri bint Lapek fue secuestrada después de que unos asaltantes mataran a su marido. Otro caso notable fue el de Marzuq, que fue secuestrado en Makrán y vendido en Sharjah. Marzuq fue comprada por Rashid bin Ali, quien tuvo relaciones sexuales con ella. Cuando quedó embarazada, la casó con otro baluchi para evitar asumir la responsabilidad del niño. Muchos dueños de esclavos arreglaban matrimonios para sus esclavas, solo para que no tuvieran que asumir la responsabilidad de embarazar a sus esclavas.

### Asia del Sur
El rapto más extendido en los tiempos modernos fue el secuestro de decenas de miles de niñas durante la Partición de la India. Estas mujeres fueron mantenidas cautivas o esposas forzadas y concubinas. Por ejemplo, un relato de Kirpal Singh menciona cómo los soldados paquistaníes en Kamoke se llevaron a 50 niñas hindúes después de matar a la mayoría de sus hombres. Después de ser secuestradas, las niñas hindúes y sij serían convertidas por la fuerza al islam para ser "dignas" de los harenes de sus captores. Los miembros de la tribu pastún capturaron a un gran número de niñas no musulmanas de Cachemira y las vendieron como esclavas en Punyab Occidental. En Mirpur, muchas de las mujeres hindúes capturadas por soldados paquistaníes cometieron jauhar, la antigua práctica de las mujeres hindúes para escapar de los soldados musulmanes. Testigos presenciales y relatos oficiales describen cómo las niñas hindúes en West Punjab y Mirpur serían distribuidas entre el ejército musulmán, la Guardia Nacional, la policía y los rufianes. Las niñas no musulmanas de Punyab y Cachemira fueron vendidas en diferentes partes de Pakistán y Medio Oriente y fueron obligadas a concubinizar. Fueron mantenidos como esclavos, convertidos a la fuerza al islam tan pronto como cayeron en manos de sus captores musulmanes y fueron utilizados para el placer sexual. Durante los combates en Cachemira, el gobierno colocó a 600 mujeres hindúes en el campamento de Kunja en Punyab Occidental. El ejército paquistaní los usó todos antes de devolverlos a la India. Gopalaswami Ayyangar acusó al gobierno paquistaní de retener a 2000 mujeres hindúes.
Un número aún mayor de mujeres musulmanas fueron secuestradas por Sikh jathas. Las niñas musulmanas en Punyab Oriental serían distribuidas entre los jathas, la policía y el ejército de la India y muchas fueron vendidas varias veces. El primer ministro pakistaní, Liaquat Ali Khan, se quejó de que los sijs habían tomado a mujeres musulmanas en Jammu como esclavas sexuales. Se informó que el maharajá de Patiala tenía en brazos a una niña musulmana de una familia respetable. Los hombres Meo fueron expulsados a Pakistán y sus tierras tomadas. Sobre el conflicto con Meos, un capitán del Ejército del Estado de Alwar recordaría más tarde: "Nos llevamos a las mujeres. Ese era el sistema". Los gobiernos de India y Pakistán acordaron más tarde devolver a las mujeres hindúes y sij a la India y a las musulmanas a Pakistán. Muchas mujeres temían cómo las tratarían sus familiares si regresaban, por lo que se negaron a regresar y optaron por convertirse a la religión de sus captores. Sin embargo, la mayoría de las mujeres que regresaron fueron aceptadas por sus padres y maridos. Algunas chicas se enamoraron de sus captores y, en consecuencia, no quisieron volver.
La élite paquistaní culpó a los hindúes de la revuelta bengalí de 1971, por lo que los oficiales del ejército paquistaní actuaron con la intención de expulsar a los hindúes. Los mulás y una fatwa de Pakistán Occidental declararon que las mujeres hindúes bengalíes podían ser tratadas como un botín de guerra. Tikka Khan ordenó que los bengalíes se convirtieran en "esclavos y concubinas". Los soldados paquistaníes mantuvieron cautivas a las mujeres como esclavas sexuales dentro de sus acantonamientos y campamentos militares. El ejército paquistaní y sus aliados violaron principalmente a mujeres hindúes. La violación de niñas cautivas hindúes fue parte de una política para "diluir" el linaje de su "comunidad religiosa".
En Afganistán, los talibanes han cometido atrocidades contra la población chií. Una de sus atrocidades ha sido esclavizar a las mujeres chiitas hazaras y utilizarlas para el concubinato. Los talibanes tomaron hermosas mujeres jóvenes de otros grupos étnicos como concubinas o las casaron por la fuerza. En 1998, testigos presenciales en Mazar-e Sarif informaron del secuestro de cientos de niñas chiitas que fueron utilizadas por los combatientes talibanes como concubinas. El número de mujeres hazara tomadas como concubinas por los talibanes fue de 400.

### África del Norte
Wahaya es una práctica  mediante la cual niñas y mujeres son compradas como esposas no oficiales y se las llama quintas esposas, por lo cual no tienen ninguno de los derechos jurídicos que tienen las esposas legales, ya que el máximo de esposas permitidas por el Islam es cuatro. Una wahaya es una mujer esclava comprada por un varón. Es una práctica común en Níger y Nigeria. Es una forma moderna de esclavitud ya que estas niñas y mujeres son utilizadas para  la gratificación sexual y el trabajo doméstico y rural.
La evidencia demuestra firmemente que el gobierno de Sudán había revivido la esclavitud y la había hecho tan importante como lo fue en el siglo anterior. El ejército sudanés tuvo un papel central en el resurgimiento de la esclavitud. La esclavitud en Sudán fue el resultado del conflicto entre los árabes musulmanes de Sudán del Norte y los cristianos negros de Sudán del Sur. Los prisioneros de guerra cristianos en la guerra civil sudanesa a menudo fueron esclavizados. Las hembras cautivas fueron utilizadas sexualmente. Sus captores musulmanes afirmaron que la ley islámica los permitía. El gobierno árabe de Sudán había reclutado tropas árabes. Un componente estaba formado por milicias y el otro componente de sus fuerzas, llamadas Fuerzas de Defensa Popular, estaba formado por el Ejército de Sudán. Se trataba de una fuerza principalmente yihadista que luchaba contra el SPLA, al que consideraban un "enemigo del Islam y los árabes". Los invasores árabes destruyeron aldeas cristianas negras, ejecutaron a todos sus hombres y luego se llevaron a las mujeres y los niños como esclavos.
Los soldados regulares también secuestraron a mujeres y niños. El gobierno sudanés permitió a los soldados tomar el botín para complementar sus bajos salarios. La primera incursión de esclavos en los dinka tuvo lugar en febrero de 1986. Se llevaron a dos mil mujeres y niños. En una segunda incursión en febrero de 1987 se llevaron a mil mujeres y niños. Una vez que los asaltantes obtuvieran suficiente botín, distribuirían a los cautivos entre ellos y sus familias. Las redadas de esclavos continuaron todos los años después de 1985. Las niñas dinka mantenidas en hogares árabes fueron utilizadas como esclavas sexuales. Algunos de ellos fueron vendidos a hombres árabes en Libia. Se ha alegado que se establecieron mercados de esclavos en Sudán. Los visitantes occidentales notaron que se podían comprar cinco o incluso más esclavos por un rifle. Cerca del pico de la guerra civil en 1989, las esclavas negras se vendieron por 90 dólares en los mercados de esclavos. Varios años después, cuando había abundancia de esclavos, el precio de una esclava negra promedio había bajado a $15. Muchas organizaciones occidentales viajaron a Sudán con fondos recaudados con el propósito de comprar estos esclavos para emanciparlos.

### ISIL
El Estado Islámico de Irak y el Levante atacaron la ciudad de Sinyar en 2014. ISIL secuestró a muchas de las mujeres y las violó. The Guardian informó que la agenda extremista de ISIL se extendía a los cuerpos de las mujeres y que las mujeres que vivían bajo su control estaban siendo capturadas y violadas. A los combatientes se les dice que son libres de tener relaciones sexuales y violar a mujeres cautivas no musulmanas. ISIL cree que esto es una violación teológica, sancionada por las escrituras islámicas contra mujeres no musulmanas, pero lo mismo ha sido condenado por eruditos islámicos de todo el mundo. La ONU estimó que 1500 yazidíes y cristianos cautivos fueron forzados a la esclavitud sexual.
Si bien el grupo reclamó una sanción religiosa por sus atrocidades, las justificaciones religiosas de ISIL fueron refutadas por docenas de eruditos islámicos.

## Actitudes musulmanas modernas
Si bien la ley islámica clásica permitía la esclavitud, el movimiento de abolición que comenzó a fines del siglo XVIII en Inglaterra y más tarde en otros países occidentales influyó en la esclavitud en tierras musulmanas tanto en la doctrina como en la práctica. Según Smith, "la mayoría de los fieles finalmente aceptó la abolición como religiosamente legítima y un consenso islámico contra la esclavitud se convirtió en dominante", aunque esto continuó siendo discutido por algunos literalistas, y la gran mayoría de los musulmanes de hoy se oponen a ella. Sin embargo, persistieron las contradicciones, como lo demuestra Ahmed Hassan, un traductor de Sahih Muslim del siglo XX, que hizo un prefacio del capítulo traducido sobre el matrimonio afirmando que el Islam solo permite el sexo dentro del matrimonio. Esto fue a pesar del hecho de que el mismo capítulo incluía muchas referencias a hombres musulmanes que tenían relaciones sexuales con esclavas. La mayoría de los musulmanes comunes ignoran la existencia de la esclavitud y el concubinato en la historia y los textos islámicos. La mayoría también ignora el consenso milenario que lo permite y algunos escritores incluso afirman que los juristas islámicos que permitían las relaciones sexuales fuera del matrimonio con esclavas estaban equivocados. Kecia Ali señala que una de las razones de esta actitud defensiva puede residir en el deseo de argumentar en contra de la descripción común de los medios occidentales de "el Islam como singularmente opresivo hacia las mujeres" y "los hombres musulmanes como lascivos y desenfrenados con las mujeres sexualmente controladas".
Muhammad Asad también rechazó la noción de cualquier relación sexual fuera del matrimonio.
Asifa Quraishi-Landes observa que la mayoría de los musulmanes creen que el sexo solo está permitido dentro del matrimonio e ignoran el permiso para mantener concubinas en la jurisprudencia islámica. Además, la mayoría de los musulmanes modernos no son conscientes de que los juristas islámicos han hecho una analogía entre el contrato matrimonial y la venta de concubinas y muchos musulmanes modernos se sentirían ofendidos por la idea de que un marido posee las partes privadas de su esposa según la ley islámica. Ella señala que "los musulmanes de todo el mundo, sin embargo, hablan del matrimonio en términos de derechos y deberes recíprocos y complementarios, consentimiento mutuo y respeto por la agencia de las mujeres" y "muchos señalan las escrituras musulmanas y la literatura clásica para apoyar estos ideales de reciprocidad, y hay material significativo con el que trabajar. Pero formalizar estas actitudes en reglas aplicables es mucho más difícil". Ella personalmente concluye que "no está convencida de que el Corán apruebe el sexo con el esclavo en primer lugar", afirmando que la lectura de la sección coránica respectiva la ha llevado a "conclusiones diferentes a las de la mayoría de los juristas musulmanes clásicos". Ella está de acuerdo "con Kecia Ali en que el marco de la esclavitud y su doctrina resultante no están dictados por las escrituras".
En respuesta a la justificación coránica del grupo extremista nigeriano Boko Haram para secuestrar y esclavizar personas, y la justificación religiosa de ISIL para esclavizar a las mujeres yazidi como botín de guerra, como se afirma en su revista digital Dabiq, los 126 eruditos islámicos de todo el mundo musulmán, a finales de septiembre de 2014, firmaron una carta abierta al líder del Estado Islámico, Abu Bakr al-Baghdadi, rechazando las interpretaciones de su grupo del Corán y el hadiz para justificar sus acciones. La carta acusa al grupo de instigar la fitna (sedición) al instituir la esclavitud bajo su gobierno en contravención del consenso contra la esclavitud de la comunidad académica islámica. Incluía la afirmación de que ningún académico discute que la abolición de la esclavitud era uno de los objetivos del Islam. Sin embargo, Kecia Ali encuentra esta afirmación bien intencionada pero ahistórica y simplista. Si bien definitivamente hubo una “ética emancipadora” (estímulo para liberar esclavos) en la jurisprudencia islámica, "no ha habido una fuerte crítica desarrollada internamente de las prácticas de esclavitud pasadas o presentes". Sin embargo, también afirma que la posición de estas opiniones que sostiene ISIS no es incuestionable. Ella señala que la esclavitud es ilegal y ya no se practica en casi todos los países de mayoría musulmana y señala que otros eruditos islámicos como el profesor Bernard Freamon se oponen a ISIS en el tema de la esclavitud. Ella compara el cambio en las actitudes dentro del Islam hacia la esclavitud, con cambios similares dentro del cristianismo hacia la esclavitud sancionada bíblicamente, que alguna vez estuvo muy extendida en el mundo antiguo tardío en el que surgió el Corán. Agrega además que "el intento del Estado Islámico de crear una comunidad prístina imaginaria se basa en una promulgación superficial y selectiva de ciertas disposiciones de las escrituras y la ley y establece que señalar la esclavitud o las reglas que rigen el matrimonio o los castigos por un puñado de crímenes como parte constitutiva de la promulgación de la ley islámica “auténtica” seguramente refleja una noción distorsionada de una política musulmana".
Un estudioso moderno de la historia jurídica islámica afirmó que el Corán no permite el sexo no consensuado entre amos y esclavas. Sin embargo, Kecia Ali no encuentra la idea de consentimiento explícitamente expresada en la tradición jurídica musulmana permoderna entre los siglos VIII y X. Sin embargo, Kecia Ali señala que la esclavitud es, "de hecho, marginal a la cosmovisión coránica" y señala que "es posible ver la esclavitud como inconsistente con los preceptos coránicos básicos de justicia e igualdad humana ante Dios.
Mufti Taqi Usmani afirma que el Islam todavía permite la esclavitud y convertir a los cautivos en concubinas. Sin embargo, afirma que debido al hecho de que la mayoría de los países musulmanes han firmado tratados internacionales que prohíben la esclavitud, los países musulmanes no deben esclavizar a los prisioneros de guerra mientras otras naciones también se abstengan de la esclavitud. A esta posición se oponen otros eruditos islámicos como Abu Fadl, que argumentan contra la esclavitud como una institución permanente dentro del Islam. De manera similar, el Imam Zaid Shakir ha argumentado contra quienes afirman que el Islam aún permite la esclavitud sexual como disuasión contra quienes luchan contra los musulmanes. Afirma que en el contexto actual, la toma de esclavas sexuales por parte de ISIS solo tiene efectos dañinos sobre los musulmanes. Argumenta que la esclavitud no es una parte integral del Islam y que las fatwas en él se pueden cambiar.